# Montmartin-le-Haut
Montmartin-le-Haut település Franciaországban, Aube megyében. Lakosainak száma 64 fő (2022. január 1.). Montmartin-le-Haut Longpré-le-Sec, Magny-Fouchard és Puits-et-Nuisement községekkel határos.

## Népesség
A település népessége az elmúlt években az alábbi módon változott:
| Lakosok száma | 89   | 69   | 45   | 53   | 56   | 51   | 53   | 60   | 61   | 64   |
|               | 1968 | 1982 | 1990 | 2006 | 2013 | 2015 | 2017 | 2019 | 2020 | 2022 |